# Liste der Mitglieder der Deutschen Akademie der Naturforscher Leopoldina/1807
Die Liste der Mitglieder der Deutschen Akademie der Naturforscher Leopoldina für 1807 enthält alle Personen, die im Jahr 1807 zum Mitglied ernannt wurden. Insgesamt gab es ein gewähltes Mitglied.

## Mitglieder
| Nr.  | Name                  | Beiname        | Geboren | Aufnahme | Gestorben    | Bild                  | Datenbank             |
| ---- | --------------------- | -------------- | ------- | -------- | ------------ | --------------------- | --------------------- |
| 1037 | Valeriano Luigi Brera | Calligenes IV. | 1772    | 1. Nov.  | 4. Okt. 1840 | Valeriano Luigi Brera | Valeriano Luigi Brera |